# Ужондкув
Ужондкув (пол. Urządków) — село в Польщі, у гміні Вількув Опольського повіту Люблінського воєводства.
Населення — 138 осіб (2011).

## Демографія
Демографічна структура станом на 31 березня 2011 року:
|          | Загалом | Допрацездатний вік | Працездатний вік | Постпрацездатний вік |
| -------- | ------- | ------------------ | ---------------- | -------------------- |
| Чоловіки | 70      | 13                 | 45               | 12                   |
| Жінки    | 68      | 13                 | 36               | 19                   |
| Разом    | 138     | 26                 | 81               | 31                   |